# Осуда инж. Меглара
„Осуда инж. Меглара” је југословенски ТВ филм из 1965. године. Режирао га је Звонимир Бајсић а сценарио је написао Иван Кусан.

## Улоге
| Глумац              | Улога |
| ------------------- | ----- |
| Лела Маргитић       |       |
| Божидар Смиљанић    |       |
| Иван Шубић          |       |
| Вјера Загар Нардели |       |